# Gunter Wolf
Gunter Burkhard Wolf (* 27. August 1961 in Frankfurt am Main) ist ein deutscher Nephrologe und Diabetologe. Er ist Professor für Nephrologie und allgemeine innere Medizin und Direktor der Klinik für Innere Medizin III am Universitätsklinikum Jena.

## Akademische Laufbahn
Wolf absolvierte von 1981 bis 1987 ein Studium der Humanmedizin und Philosophie an der Johann Wolfgang Goethe-Universität in Frankfurt. 1987 erhielt er nach dem dritten Staatsexamen seine Approbation als Arzt. In diesem Jahr war er Stipendiat der Studienstiftung des Deutschen Volkes.
Von 1987 bis 1988 war er Assistenzarzt am Zentrum der Inneren Medizin der Johann Wolfgang Goethe-Universität in Frankfurt. 1988 absolvierte er ein Medizinisches Staatsexamen für die USA (ECFMG) und wurde mit der Doktorarbeit „Vergleichende biochemische und immunhistologische Charakterisierung von Antigenen der Humanniere, der Fetalniere, der Plazenta und des Nierenadenokarzinoms“ am Zentrum der Inneren Medizin der Johann Wolfgang Goethe-Universität mit der Bewertung Summa cum laude zum Doktor der Medizin promoviert. Von 1988 bis 1991 war er als Research Fellow an der Renal Electrolyte Section, Department of Medicine an der University of Pennsylvania in Philadelphia (USA), angestellt. Hierfür wurde er vom Boehringer Ingelheim Fonds gefördert.
Von 1991 bis 1993 war er wieder Assistenzarzt am Zentrum der Inneren Medizin der Johann Wolfgang Goethe-Universität und anschließend bis 1998 Assistenzarzt an der Medizinischen Klinik IV mit den Schwerpunkten Allgemeine Innere Medizin, Nephrologie, Osteologie und Rheumatologie an der Universität Hamburg und im Universitätskrankenhaus Eppendorf. 1996 bestand er die Facharztprüfung für Innere Medizin und habilitierte sich 1997 für Innere Medizin. Er bekam die Venia legendi für Innere Medizin. 1998 absolvierte er eine Teilgebietsprüfung für Nephrologie.
Von 1998 bis 2001 hatte Wolf ein Heisenberg-Stipendium der Deutschen Forschungsgemeinschaft. Von 1998 bis 2004 war er klinischer Oberarzt der Medizinischen Klinik IV am Universitätsklinikum Hamburg-Eppendorf. 2002 wurde er als Diabetologe anerkannt. Von 2002 bis 2005 hatte er eine Professur für Innere Medizin an der Universität Hamburg inne.
Im Jahr 2005 wurde er zum Professor und Direktor der Klinik für Innere Medizin III (Nephrologie, Rheumatologie und Osteologie, Endokrinologie und Stoffwechselerkrankungen) des Universitätsklinikums Jena ernannt. Im selben Jahr erhielt er die Anerkennung als Hypertensiologe. Von 2008 bis 2010 war er am Universitätsklinikum Jena Prodekan für Forschung und von 2007 bis 2011 gewähltes Mitglied der Kammerversammlung der Thüringer Landesärztekammer. Von 2008 bis 2010 absolvierte er ein berufsbegleitendes Studium am Lehrstuhl für Gesundheitsmanagement an der Friedrich-Alexander-Universität Erlangen-Nürnberg und erlangte einen Master of Health Business Administration.

## Forschung und wissenschaftlicher Beitrag
Die wissenschaftlichen Schwerpunkte von Wolf sind das Renin-Angiotensin System, die Progression von Nierenerkrankungen, Mechanismen von entzündlichen Nierenerkrankungen, diabetische Nephropathie, renale Fibrose sowie die Beziehungen zwischen Medizin und Geisteswissenschaften. In seinen Untersuchungen beschäftigte er sich mit der Rolle von Angiotensin II, einem Hormon, das den Blutdruck reguliert. Er zeigte, dass Angiotensin II verschiedene Funktionen hat, wie etwa das Wachstum und die Produktion von Kollagen  in Nierenzellen zu stimulieren oder proinflammatorische profibrogene Wirkungen an der Niere zu induzieren.
Er beschrieb die Induktion von Transforming Growth Factor beta durch Angiotensin II und die zentrale Rolle von p27Kip1 bei der Nierenzellhypertrophie. Des Weiteren fand Wolf heraus, dass das Gen MORG1 bei der diabetischen und hypoxischen Nierenschädigung eine zentrale Rolle spielt. Er zeigte eine Abhängigkeit der durch hohe Glucosekonzentrationen induzierten Kollagensynthese in Mesangiumzellen vom Transforming Growth Factor beta und fand profibrotische Effekte von Leptin auf die Niere. Wolf beschrieb als erster direkte profibrotische Effekte von Cyclosporin A, vermittelt durch Transforming Growth Factor beta auf die Niere. Diese Mechanismen erklären teilweise die nephrotoxische Wirkung von Cyclosporin A.
Seine Arbeit wurde in verschiedenen Projekten kontinuierlich von 1991 bis 2017 durch die Deutsche Forschungsgemeinschaft gefördert.
Gunter Wolf hat einen H-Index von 95.

## Weitere Aktivitäten und Mitgliedschaften
- 2005 bis 2009: Erster Vorsitzender der Thüringer Gesellschaft für Innere Medizin e.V.[6][7][8]
- 2008 bis 2020: Vorsitzender der Kommission Niere und Diabetes der DGfN[6][8][7]
- Seit 2010: Ehrenmitglied der Thüringer Gesellschaft für Innere Medizin e.V.[29]
- 2010 bis 2012: Vorstandsmitglied im Center for Sepsis Control and Care (CSCC)[6][8]
- 2010 bis 2016: Vorsitzender der Arbeitsgemeinschaft „Diabetes und Niere“ der Deutschen Diabetes Gesellschaft[30]
- 2023: Mitglied im Netzwerk Wissenschaftsfreiheit[31]

## Publikationen (Auswahl)
Wolf veröffentlichte mehr als 520 Originalpublikationen, 230 Übersichtspublikationen, mehr als 60 Buchbeiträge und ist Herausgeber von zehn Büchern.
- Gunter Wolf: The Renin-angiotensin System and Progression of Renal Diseases. Karger Verlag, 2001.
- Gunter Wolf: Obesity and the Kidney. Karger Verlag, 2006. ISBN 978-3-8055-8164-6.[34]

- Gunter Wolf: Diabetes and Kidney Disease. Wiley Verlag, 2012. ISBN 978-0-470-67502-1.[1]
- Gunter Wolf, Frieder Keller, Markus Ketteler, Ralf Schindler,  Manuale nephrologicum. 2. Auflage.  Dustri-Verlag 2009. ISBN 978-3-87185-380-7
- Gunter Wolf, Frieder Keller, Markus Ketteler, Ralf Schindler, Uwe Heemann, Martin Zeier: Manuale nephrologicum. 3. Auflage. Dustri-Verlag, 2017. ISBN 978-3-87185-380-7.

- Gunter Wolf, Alexander Pfeil, Christian Jung, Joachim Böttcher, Peter Oelzner: Rheumatologie. Das Wichtigste für Ärzte aller Fachrichtungen. Elsevier Health Sciences, 2018. ISBN 978-3-437-17309-7.
- Gunter Wolf, Alexander Pfeil, Martin Busch: Nephrologie. Das Wichtigste für Ärzte aller Fachrichtungen. Elsevier Verlag, 2020. ISBN 978-3-437-21691-6.
- Gunter Wolf, Andreas Klinge, Günther Egidi, Ulrich Alfons Müller: Diabetes. Das Wichtigste für Ärzte aller Fachrichtungen. Elsevier Health Sciences, 2022. ISBN 978-3-437-17311-0.
- Gunter Wolf, Peter Oelzner, Joachim Böttcher, Uwe Lange, Alexander Pfeil : Rheumatologie kompakt. Elsevier Health Science 2023, ISBN 978-3-437-21209-3
- Ulrich A. Müller, Günther Egidi, Andreas Klinge, Gunter Wolf, Nicolle Müller, Til Uebel: Diabetes kompakt. Elsevier Health Sciences, 2025; ISBN 978-3-437-21211-6

## Auszeichnungen
- 1996: Dr.-Martini-Preis der Universität Hamburg[35]
- 1996: Dupont Travel Award für den besten wissenschaftlichen Beitrag in der Anwendung von Losartan[7]
- 1999: Franz-Volhard-Preis der Deutschen Gesellschaft für Nephrologie[17][36][37]
- 2001: The Pharos (Zeitschrift der Alpha-Omega-Alpha, Honor Medical Society) Editor Preis für den Beitrag: „Thomas Mann´s The Transposed Heads: an accidential allogenic transplantation with unfavorable outcome“[38]
- 2006: Bernd Teerstegen Preis des Verbandes Deutsche Nierenzentren der DDnÄ e.V.[39][40][41]
- 2010: Wissenschaftlicher Preis der Heinz Bürger-Büsing Stiftung[42]
- 2024: Gewähltes Mitglied der Academia Europaea[43][44]